# Bataille de Sidi Barrani
Guerre du Désert de la Seconde Guerre mondiale
Batailles
Guerre du Désert
- Invasion de l'Égypte
- Compass (Fort Capuzzo
- Nibeiwa
- Sidi Barrani
- Bardia
- Tobrouk (1941)
- Mechili
- Beda Fomm)
- Koufra
- Siège de Giarabub
- Sonnenblume
- El Agheila (1941)
- Siège de Tobrouk (Raid sur Bardia
- Raid Twin Pimples)
- Skorpion
- Brevity
- Battleaxe
- Crusader (Flipper
- Bir el Gubi (novembre 1941)
- Point 175
- Bir el Gubi (décembre 1941))
- Fort Lamy
- Gazala (Bir Hakeim
- Tobrouk (1942))
- Mersa Matruh
- El Alamein (juillet 1942) (Raid sur l'aérodrome de Sidi Haneish)
- Alam el Halfa
- Agreement (Caravan)
- Bertram
- Braganza
- El Alamein (octobre 1942) (Avant-poste Snipe)
- El Agheila (1942)

Débarquement allié en Afrique du Nord
- Blackstone
- Casablanca
- Reservist
- Terminal
- Port Lyautey
- Brushwood

Campagne de Tunisie
- Course pour Tunis
- Ligne Mareth
- Sidi Bouzid
- Kasserine
- Sejnane
- Ochsenkopf
- Capri
- Ksar Ghilane
- Pugilist
- El Guettar
- Wadi Akarit
- Longstop Hill
- Hill 609
- Vulcan
- Flax
- Retribution
- Strike

La bataille de Sidi Barrani (10–11 décembre 1940) est le premier affrontement majeur de l'opération Compass, première opération d'envergure britannique de la campagne du désert occidental de la Seconde Guerre mondiale. Sidi Barrani, sur la côte méditerranéenne en Égypte, avait été occupée par la 10e armée italienne lors de l'invasion italienne de l'Égypte (9–16 septembre 1940) pour être finalement attaquée par les troupes britanniques du Commonwealth, qui parviendront à reprendre le port.
En se retirant de Sidi Barrani et de Buq Buq, les divisions de la 10e armée se rassemblèrent sur la route côtière et devinrent des cibles faciles pour le HMS Terror et deux canonnières, qui bombardèrent la région de Sollum toute la journée et la majeure partie de la nuit du 11 décembre. À la fin du 12 décembre, les seules positions italiennes restantes en Égypte étaient aux abords de Sollum et aux environs de Sidi Omar.
Les Britanniques firent 38 300 prisonniers pour la perte de 624 hommes, continuant le raid de cinq jours sur les positions italiennes en Égypte, capturant finalement la Cyrénaïque et la majeure partie de la 10e armée entre Sollum et à la bataille de Beda Fomm, au sud du port de Benghazi.

### Lectures complémentaires
- (it) Itel Cesca (no ISBN), L'Offensiva Italiana in africa settentrionale nel secondo semestre del 1940: La Conquista di Sidi-el-Barrani. Errore tattico e strategico? [« L'offensive italienne en Afrique du Nord au second semestre 1940: conquête de Sidi el-Barrani: une erreur stratégique et tactique? »] (BA), Università Ca' Foscari, Venezia, 2013 (lire en ligne)
- (en) Jon Latimer, Operation Compass 1940: Wavell's Whirlwind Offensive, Westport, CT, Praeger, 2004 (ISBN 978-0-275-98286-7)
- (it) Mario Montanari, Le Operazioni in Africa Settentrionale: Sidi el Barrani (Giugno 1940 – Febbraio 1941) Parte Seconda [« Opérations en Afrique du Nord: Sidi el Barrani (juin 1940 – février 1941) deuxième partie »], vol. I, Roma, Esercito Italiano Ufficio Storico, 1990, 2e éd. (OCLC 885609741, lire en ligne)
- (en) Erwin Rommel (trad. Paul Findlay), The Rommel Papers, London, Collins, 1953 (OCLC 3037507)